# Петрохалко Олексій Олексійович
Олексій Олексійович Петрохалко (11 травня 1928 — 23 червня 2012, Київ) — український військовик. Генерал-майор у відставці. Почесний співробітник ГУР МО України. Учасник бойових дій. Учасник ліквідації наслідків аварії на Чорнобильській АЕС. Доцент кафедри розвідки Національний університет оборони України імені Івана Черняховського.

## Життєпис
Після закінчення середньої школи в Ставрополі вступив до Проскурівського танкового училища, яке закінчив у 1949 році. З 1949 року командир розвідувального взводу, окремої розвідувальної роти в 11 гвардійській армії ППО. У 1962 році закінчив розвідувальний факультет Військової академії ім. М. В. Фрунзе. Командував окремим розвідувальним батальйоном в Північно-Кавказькому ВО. У 1964—1965 рр. навчання на факультеті оперативної розвідки Військово-дипломатичної академії Радянської Армії. Після закінчення академії офіцер, старший офіцер розвідувального управління Прикарпатського військового округу. У 1971 році закінчив з відзнакою Військову академію Генерального штабу СРСР.
У 1971—1973 рр. — начальник розвідки 8 танкової армії в Житомирі.
У 1973—1975 рр. — заступник начальника розвідки Групи радянських військ у Німеччині.
У 1975—1980 рр. — начальник розвідки Київського військового округу.
У 1980 році йому присвоєно військове звання генерал-майора.
У 1980—1982 рр. — військовий радник начальника Генерального штабу Афганістану з розвідки.
З 1983 по 1988 рр. — заступник начальника штабу Цивільної оборони України.
З 1998 року — доцент кафедри розвідки Національної академії оборони України.

## Нагороди та відзнаки
- Орден Червоної Зірки,
- Орден «За службу Батьківщині в Збройних Силах СРСР» ІІ та ІІІ ст.,
- Медаль «За бойові заслуги»,
- медалі ЗС СРСР, України, афганським орденом «Червона Зірка», медалями Чехословаччини і Монголії.